# Coagh
Coagh är en ort i Storbritannien.   Den ligger i riksdelen Nordirland, i den västra delen av landet, 500 km nordväst om huvudstaden London. Coagh ligger 35 meter över havet och antalet invånare är 545.
Terrängen runt Coagh är platt.Runt Coagh är det ganska tätbefolkat, med 65 invånare per kvadratkilometer. Närmaste större samhälle är Cookstown, 8,3 km väster om Coagh. Trakten runt Coagh består i huvudsak av gräsmarker.